# Mimophobetron rhodope
Mimophobetron rhodope là một loài bướm đêm trong họ Crambidae.